# Хасмик Папијан
Хасмик Папијан (јерм. Հասմիկ Պապյան; Јереван, 2. септембар 1961) јерменски је сопран и најпознатија јерменска оперска певачица. Наступала је у готово свим европским државама, Јапану, Израелу, Латинској Америци и широм Сједињених Држава. Између осталог, остварила је уметничку сарадњу са Пласидом Домингом, Валеријем Гергијевом, Џејмсом Морисом, Џејмсом Конлоном, Ричардом Мутијем, Мишелом Пласоном и другима.

## Биографија
Рођена је 1961. године у Јеревану, главном граду Јерменије, тада делу Совјетског Савеза. Већ са пет година показала је занимање за свирање виолине. Матурирала је на Државном конзерватиоријуму у Јеревану прво виолину, а потом и певање. Након првих наступа у Јерменској државној опери у Јеревану, уследила су гостовања у Бонској и Немачкој опери у Диселдорфу, а касније и у Метрополитенској опери и Карнеги Холу у Њујорку, опери у Сан Францицску, Вашингтонској националној опери, миланској Скали, париској Опери Бастиља, Гран Театр дел Лисео у Барселони, Театру Реал у Мадриду, лондонском Вигмор Холу, Бечкој државној опери и Музикферајну, као и у санктпетербуршком Маријинском театру, Холандској опери у Амстердаму и другде.
На певачком такмичењу „Белведере” у Бечу 1990. године освојила је неколико првих награда, међу којима и ону за репрертоар певан у Великом театру у Варшави. За свој рад Јерменија ју је одликовала титулом „народне уметнице”, као и културним велепослаником Јерменије у свету. За своје доприносе јерменској култури патријарх Карекин II одликовао ју је 2005. године Редом светог Месропа Маштоца и Редом светог Сахага и Месропа. Амерички лист Вашингтон пост је њену улогу Норме у истоименој опери прозвао најбољом свога времена.